# The Distillers
The Distillers — американская панк-рок-группа из Лос-Анджелеса, сформированная в 1998. Первые два альбома были выпущены на Hellcat Records и Epitaph Records, прежде чем переехали на Sire Records, часть Warner Music Group. Группа была создана австралийкой Броди Даль, бывшей женой Тима Армстронга из Rancid, после развода в 2003 году сменившей фамилию на «Даль». Несмотря на частые изменения состава, Броди всегда играла на гитаре, пела и писала все песни для трёх альбомов группы. Тони Брэдли также играл на гитаре, а Райан Синн — на басу.
Броди и Тони после развала The Distillers образовали новую группу — Spinnerette. Даль после ухода из группы говорила: «Если сравнивать Distillers и Spinnerette, то моя первая группа — это как бы такая вся из себя наглая девка, а вторая — уже сформировавшаяся женщина, облокотившаяся на стол. Она умна, отлично выглядит, но до сих пор может надраться на глазах у свекрови или отобрать у ребёнка леденец».

## Участники

### Классический состав
- Броди Даль — вокал, ритм-гитара (1998—2005), лид-гитара (2002)
- Тони Брэдли — лид-гитара (2003—2005)
- Райан Синн — бас-гитара
- Энди Грэнелли — ударные, перкуссия (2000—2005)

### Другие участники
- Роус «Каспер» Маззола — лид-гитара(1998—2002)
- Ким Чи — бас-гитара (1998—2000)
- Мэт Йонг — ударные, перкуссия (1998—2000)

## Дискография

### Студийные альбомы
| Год  | Название              | Лейбл   | Место в US Billboard | Место в UK Album Chart |
| 2000 | The Distillers        | Epitaph |                      |                        |
| 2002 | Sing Sing Death House | Hellcat |                      |                        |
| 2003 | Coral Fang            | Sire    | 97                   | 46                     |

### Мини-альбомы
| Год  | Название          | Лейбл   | Место в US Billboard | Certification |
| 1999 | The Distillers 7" | Hellcat |                      |               |

### Синглы
| Year | Title                      | Chart Positions | Chart Positions | Chart Positions | Chart Positions    | Chart Positions  | Album                 |
| Year | Title                      | US Hot 100      | US Pop 100      | US Modern Rock  | US Mainstream Rock | UK Singles Chart | Album                 |
| ---- | -------------------------- | --------------- | --------------- | --------------- | ------------------ | ---------------- | --------------------- |
| 2002 | «The Young Crazed Peeling» | -               | -               | -               | -                  | -                | Sing Sing Death House |
| 2002 | «City of Angels»           | -               | -               | -               | -                  | 104              | Sing Sing Death House |
| 2003 | «Drain the Blood»          | -               | -               | 28              | -                  | 51               | Coral Fang            |
| 2003 | «The Hunger»               | -               | -               | -               | -                  | 48               | Coral Fang            |
| 2004 | «Beat Your Heart Out»      | -               | -               | -               | -                  | 74               | Coral Fang            |
| 2018 | ''Man vs Magnet''          | -               | -               | -               | -                  | -                | ?                     |
| 2018 | ''Blood in Gutters''       | -               | -               | -               | -                  | -                | ?                     |

## Юбилей и возвращение
Австралийская исполнительница Броди Даль выложила в своем Инстаграм тизер, намекающий на возвращение группы The Distillers в 2018 году. Видео-«дразнилка» сопровождается подписью «THE DISTILLERS 2018». Запись вызвала множество восторженных комментариев от заинтригованных поклонников.
Одним из музыкальных событий нового года стала новость о возвращении The Distillers, а вернее слухи об их реюнионе. Поводом для этого стало новое 30-секундное видео подписанное – «THE DISTILLERS 2018», которое было опубликовано в Twitter и на других аккаунтах группы и Броди Даль.
В начале 2000-х The Distillers были известны на панк-сцене, но выпустив три полноформатных альбома: «The Distillers» (2000), «Sing Sing Death House» (2002) и «Coral Fang» (2003) группа объявила о распаде в 2006 году. После чего певица и автор песен Броди Даль вместе с гитаристом Тони Брэдли образовали новый коллектив – Spinnerette.
А в 2012 году Даль занялась сольной карьерой и в 2014-м выпустила дебютный альбом «Diploid Love», в который вошли коллаборации с Ширли Мэнсон (Garbage), Ником Валензи (The Strokes), Майклом Шумен (Queens Of The Stone Age) и другими музыкантами. После релиза пластинки в карьере Броди Даль был перерыв, связанный с рождением их с Джошом Хомме (Queens Of The Stone Age) третьего ребенка – Вульфа.
2018 год будет юбилейным для The Distillers, так как группе исполняется 20 лет с момента основания. Но будет ли реюнион приурочен к юбилею группы пока непонятно. The Distillers опубликовали только небольшой тизер нового клипа, в 2020г вышел ремастеринг дебютного одноименного альбома в 2021г вышел концертный альбом Live In Lockdown  и пока что  конкретной информации насчет реюниона и новых релизов пока нет.